# River Oaks (Texas)
River Oaks város az USA Texas államában, Tarrant megyében. Lakosainak száma 7646 fő (2020. április 1.).

## Népesség
A település népességének változása:

| 2010 | 7 427 |
| 2020 | 7 646 |